# 2002年飓风丽丽
飓风丽丽（英語：Hurricane Lili）是2002年大西洋飓风季造成人员丧生和财产损失均仅次于飓风伊西多尔的热带气旋，两场飓风间隔仅有一星期，影响的区域基本相同，并且是本季最强烈的两场风暴。丽丽源自9月21日大西洋开放海域上空的热带扰动，是本季第12场获得命名的风暴、第4场飓风和第2场大型飓风。系统向西移动，以热带风暴强度吹袭小安的列斯群岛，然后进入加勒比地区。受古巴南部的风切变影响，气旋在西进期间一度消散，之后又在垂直风切变减弱后再生。风暴转向西北，于10月1日达到萨菲尔-辛普森飓风等级下的二级飓风标准，再于当天两次从古巴西部登陆，然后进入墨西哥湾。10月2日，丽丽急剧强化，于当天下午达到四级飓风强度。此后气旋迅速减弱，于10月3日以一级飓风强度吹袭路易斯安那州，在朝内陆行进期间逐渐减弱，最终于10月6日消散。
飓风在途经加勒比地区期间引发大范围破坏，其中农作物和建筑质量欠佳的民宅灾情最重。泥石流在多山岛屿相当常见，并以海地和牙买加最为典型。丽丽导致美国在墨西哥湾的石油开采中断，路易斯安那州部分地区受到严重破坏，该州南部近海的多个屏障岛或湿地也受到重创。气旋自始至终一共夺走15条人命，损失总额高达9.25亿美元（2002年美元）。

## 气象历史
9月16日，一股东风波离开非洲西海岸进入大西洋。东风波催生出热带扰动，扰动天气在9月20日行进至非洲和加勒比地区中途海域时发展出下层环流中心。次日，系统的组织结构已有显著改善，成为本季第十三号热带低气压。气旋以每小时超过32公里的速度西进，在途经向风群岛期间升级成热带风暴并获名“丽丽”（Lili）。风暴向西进入加勒比海，在此期间继续增强，于9月24日早上达到风速每小时110公里的第一波强度高峰。但在强烈南向垂直风切变的影响下，丽丽接下来突然开始减弱，持续风速当天就大幅下跌至每小时64公里。次日清晨，气旋退化成开放式东风波，并在此状态下保持了近两天时间。
9月26日晚，丽丽在牙买加附近再生，并在朝西北偏西方向小幅转向的同时逐渐强化。9月30日，系统在经过开曼群岛后不久升级成飓风。风暴继续向西北偏西前进并增强，并于次日以二级飓风强度先后从青年岛和比那尔德里奥附近登陆。当晚，气旋强度在登陆后基本得以保持，然后进入墨西哥湾上空。
飓风转向西北并加快移动速度，于10月2日在新奥尔良东南偏南方向约587公里洋面成为大型飓风。由于外流良好，墨西哥湾内海面温度也比较高，风暴继续增强。当天下午，丽丽达到风力时速每小时233公里的最高强度，已满足萨菲尔-辛普森飓风等级的四级飓风标准。
风暴在最高强度下保持的时间很短，10月3日清晨行进至路易斯安那州弗米利恩堂区的因特拉科斯特尔城（Intracoastal City）附近海域时，丽丽开始因水温降低、垂直风切变增多，并且西南象限还受到干燥空气的缓慢侵蚀而快速弱化。到登陆时，飓风的最大持续风速已大幅回落至每小时145公里。减弱期间，丽丽的内层风眼也在登陆前坍塌。风暴继续向东北偏北方向深入内陆，最终于10月6日在阿肯色州和田纳西州边界附近被温带气旋吸收而消散。

## 防灾措施

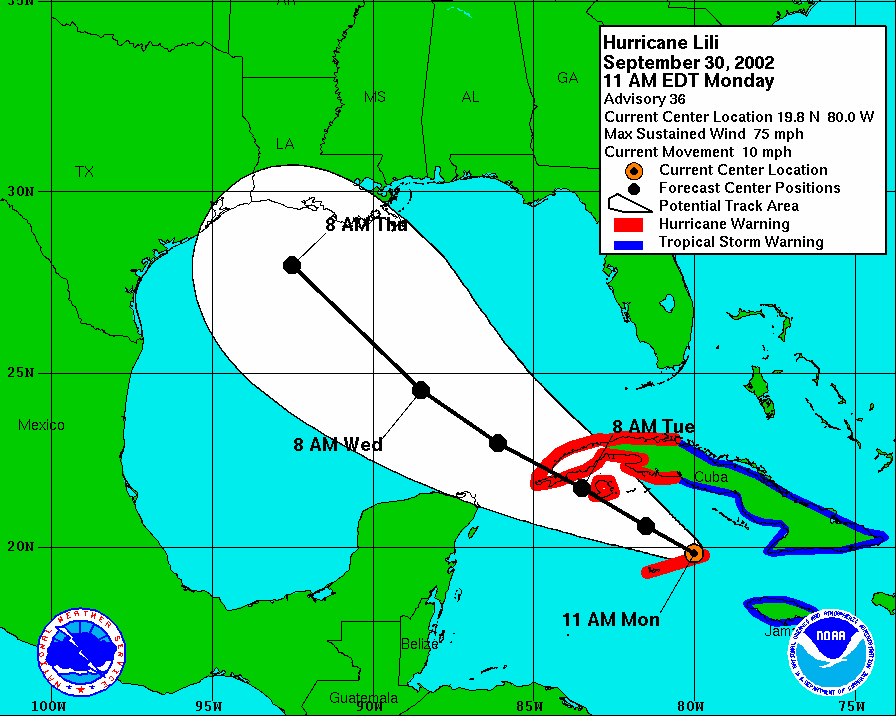
2002年9月30日，美国国家飓风中心对飓风丽丽的移动路线预测，其中红色部分代表飓风警告区域，蓝色代表热带风暴警告区域，白色部分表示气旋可能经过的地区，其中的黑色直线和圆点表示飓风中心最可能经过的路径。

9月22日，小安的列斯群岛部分地区接获热带风暴观察预警，并于次日下午升级成热带风暴警告。9月23日晚气旋过境后，上述警告均予中止。接下来的一星期里，伊斯帕尼奥拉岛、牙买加、古巴、开曼群岛和尤卡坦半岛都曾在部分时段收到风暴公告。10月1日，美国墨西哥湾沿岸地区收到飓风观察预警或热带风暴观察预警，再于次日早上升级成飓风警告或热带风暴警告。10月3日丽丽经过后，所有警告全部取消。
气旋袭击各个岛屿时尚处弱热带风暴强度，因此当地采取的防灾措施力度很小。圣文森特岛和格林纳丁斯岛有约200人在丽丽来袭前离开家园。牙买加所有的学校都在风暴来临前关闭，岛上还开设有17个公共避难所。
面对来袭的气旋，古巴采取大量措施防灾减灾。关塔那摩湾的军方人员准备将关押的基地组织及塔利班囚犯转移。共有13万古巴公民在风暴来袭前撤离家园，其中大部分来自该国西部。

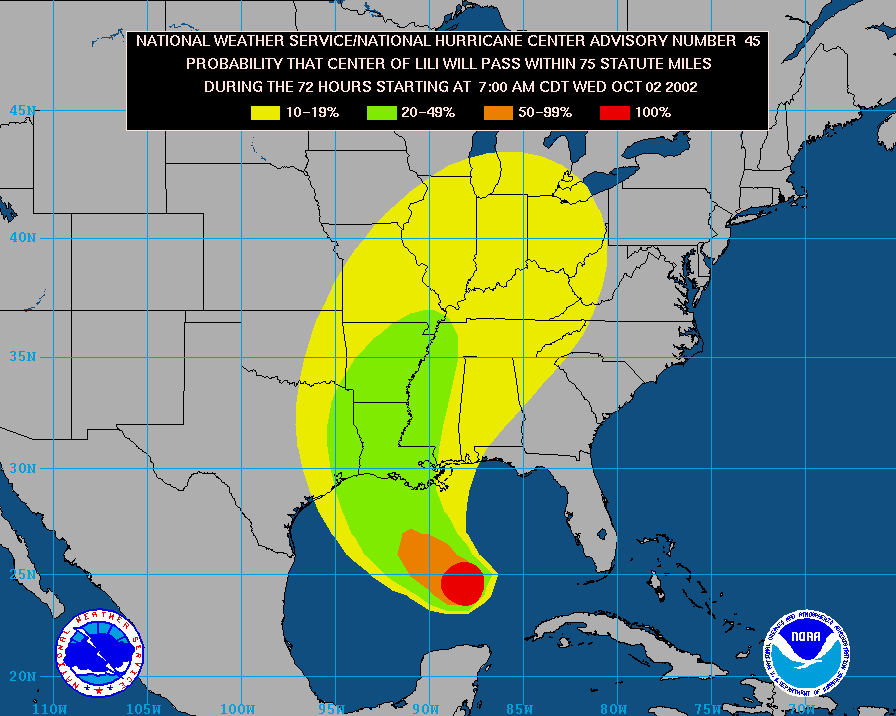
飓风丽丽位于墨西哥湾中南部时，气象机构预测风暴有可能袭击的区域，不同颜色代表气旋吹袭相应地区的可能性，红色最高，为100%，橙色为50%至99%，绿色为20%至49%，黄色为10%至19%。

飓风来袭前，美国墨西哥湾沿岸地区采取强力防灾措施，气象机构一度预计丽丽会以四级飓风登陆，所以防灾工作变得更加紧迫。德克萨斯州和路易斯安那州有超过50万人离开家园，路易斯安那州伊比利亚堂区所有居民全部撤离。路易斯安那州共有20万人疏散。德克萨斯州、路易斯安那州、密西西比州和阿拉巴马州开设的115个红十字会避难所中至少配备有2000名工作人员，有超过2万人进入其中躲避。红十字会还向上述各州送去超过16万顿膳食。德克萨斯州共有3000名囚犯转移到更加安全的内陆地点。由于肯尼迪航天中心也受到气旋威胁，亚特兰提斯号航天飞机的发射被迫延迟5天之久，这也是历史上佛罗里达州进行的火箭发射首次因休斯敦的天气问题推迟。预警区域各地的商店在飓风来袭前忙得不可开交，路易斯安那州新伊比利亚的多家五金店卖到断货，拉法叶的许多商店也有类似情况。
大学活动也因丽丽受到影响，南方大学被迫停课4天，身在德克萨斯州加尔维斯敦德克萨斯州农工大学的20名学生疏散到该校在大学城的校园。南阿拉巴马大学还有两场学术活动在气旋袭击前取消。

## 影响
| 国家或地区 | 死亡人数 |
| ---------- | -------- |
| 圣卢西亚   | 4        |
| 牙买加     | 4        |
| 海地       | 4        |
| 古巴       | 1        |
| 美国       | 2        |
| 合计       | 15       |

无论是致死人数还是损失数额，飓风丽丽在2002年大西洋飓风季中都排第2，仅次于夺走22条人命，经济损失高达13亿美元的飓风伊西多尔。丽丽在加勒比地区各个岛屿共计夺走13条人命，还在美国导致2人遇难。小安的列斯群岛的农作物和牲畜遭受重大损失，加勒比多个国家和美国都有部分建筑物和基础设施受损。

### 小安的列斯群岛
丽丽以热带风暴强度吹袭小安的列斯群岛，当地风速大多低于飓风强度，但也有部分地点的阵风时速超过每小时119公里。上百毫米的降水引发多场致命的泥石流。部分建筑物质量不佳，许多民宅和商铺的屋顶被风刮落。该群岛蒙受的大部分经济损失都是香蕉作物受损。
圣卢西亚有至少75%的香蕉毁于一旦，数以百计的民宅被狂风破坏。岛上供电、供水和电话几乎完全中断，公共服务系统受到重创。全岛共有4人丧生，损失总额估计为2000万美元（2002年美元）。
巴巴多斯有400余套民居受损，近50棵树被狂风刮倒。该国的香蕉作物也像圣卢西亚一样受到沉重打击，还有部分地区供电和电话服务中断，损失总额近20万美元（2002年美元）。
格林纳达同样遭受中等程度破坏。1户民居的屋顶彻底被毁，另有14户受损。岛上中心医院的屋顶同样受损，另外还发生共计12次山体滑坡。岛上基础设施也受到轻度破坏，其中又以圣帕特里克区灾情最重，共有3座桥梁受损或被毁，还有7根电线杆倒塌，1条主水管破裂。岛上供电一度全部中断，但南部地区由于电线杆的损伤程度较轻而得以迅速恢复。
与小安的列斯群岛的其它区域相比，圣文森特和格林纳丁斯群岛灾情严重。数以百计的民居和两所学校受损，罗斯霍尔警察局的屋顶也不翼而飞。不过，经济损失的大头仍然来自农业，全岛的损失总额约为4000万美元（2002年美元）。

### 海地
| 降雨量 | 降雨量 | 风暴               | 地点     | 参     |
| 排名   | mm     | 风暴               | 地点     | 参     |
| ------ | ------ | ------------------ | -------- | ------ |
| 1      | 1447.8 | 1963年飓风弗洛拉   | 米拉瓜纳 | [ 35 ] |
| 2      | 654.8  | 2007年飓风诺埃尔   | 坎普佩兰 | [ 36 ] |
| 3      | 410    | 2002年飓风丽丽     | 坎普佩兰 | [ 37 ] |
| 4      | 323.0  | 2008年飓风汉娜     | 坎普佩兰 | [ 38 ] |
| 5      | 273.0  | 2008年飓风古斯塔夫 | 坎普佩兰 | [ 39 ] |
| 6      | 65.02  | 1952年飓风福克斯   | 瓦纳敏特 | [ 40 ] |

经过海地近海期间，热带风暴丽丽正在逐渐消散。气旋在该国产生瓢泼大雨，局部最高降雨量是在坎普佩兰（Camp-Perrin）附近测得，超过410毫米，导致河流泛滥，当地多幢建筑被淹，还有两人因降雨引发的泥石流丧生，另有两人在坎普佩兰周边地区发生的洪灾中溺毙。洪灾还对庄稼和基础设施产生严重破坏，超过1700套民居受损，另有240套被毁。多条河流泛滥成灾，许多城镇和村庄被淹。

### 牙买加
热带风暴丽丽影响牙买加时正逐渐增强，岛上阵风时速超过110公里，降雨量超过610毫米，致使民房、庄稼和公共服务系统受到破坏。
极端的降水导致该国大范围地区被淹，雪松谷是岛上测得降水最多的所在，达590毫米。严重的洪灾在岛上四处引发泥石流，夺走4条人命。作为该国主要出口作物之一，甘蔗也因洪灾受到毁灭性打击。洪灾还对岛上大范围地区的基础设施构成破坏，所有的医院都因洪水受损，其中3所还因狂风出现结构性破坏。另外，洪灾还导致厕所等污水源头污染供水水源，引起人们对灾后疾病爆发的忧虑。

### 古巴
10月1日，丽丽以二级飓风强度先后从青年岛和比那尔德里奥省登陆古巴。该国出现时速超过180公里的阵风，局部地区降雨量达150毫米，导致民居、商铺和农作物受损，另有1人遇难。
古巴的建筑物及多种基础设施受到重大破坏，比那尔德里奥省和哈瓦那省灾情最为严重。共有4万8000户民宅受损，其中1万6000户失去屋顶。圣斯皮里图斯省的灾情相对较轻，只有945户民房受损，其中500户失去屋顶。包括关塔那摩省在内的几个古巴东部省份灾情与圣斯皮里图斯省类似。古巴西部省份部分城镇的停电情况持续数周之久，停电又导致水泵无法工作，自来水因此中断，多个边远村庄只能人工送水。烟草和水稻作物受到灾难性破坏，但由于飓风伊西多尔在仅1周前来袭，因此人们难以确定到底这些损失中有多少是由丽丽造成。

### 路易斯安那州

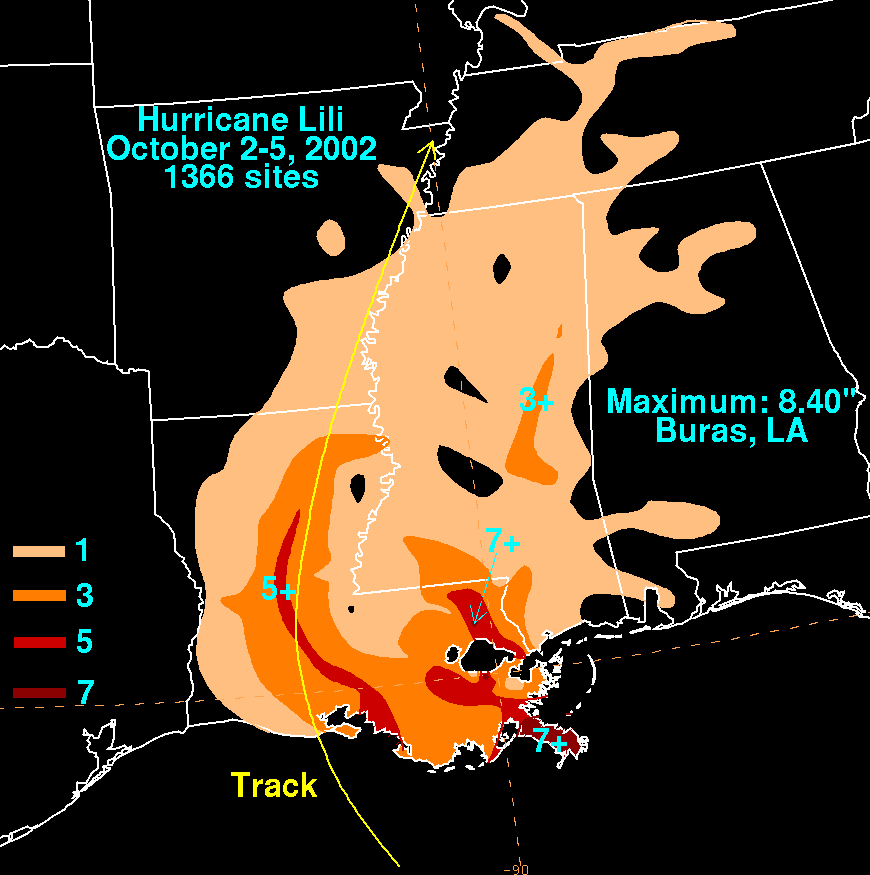
飓风丽丽在美国产生的降水分布

10月3日早上，丽丽以一级飓风强度从因特拉科斯特尔城附近登陆，并且还在逐渐减弱。当地阵风时速高达190公里，降雨量超过150毫米，还出现3.7米的风暴潮，路易斯安那州一共遭受的经济损失超过7亿9000万美元（2002年美元）。共有23万7000人失去供电，近海多个石油平台被迫关闭1周之久。农作物也受到重创，其中又以甘蔗灾情最重，损失总额有近1亿7500万美元（2002年美元）。由于气旋本身的规模较小，之前的警告又比较及时，该州没有人直接因风暴丧生。
气旋登陆的弗米利恩堂区受灾最为严重。时速超过190公里的阵风和高达3.7米的风暴潮共同影响，导致近4000户民居受到重创。风暴潮在因特拉科斯特尔城引发的洪灾最为严重，单某直升机公司就有20幢建筑被毁。有1人在风暴过后死亡，另有20人因一氧化碳中毒入院治疗。

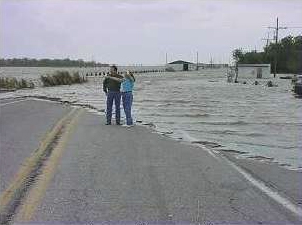
飓风丽丽在路易斯安那州沿海地区引发的洪灾

阿卡迪亚堂区同样受到重创，除测得时速超过180公里的阵风外，该堂区还有5场龙卷风着陆。数以千计的民居受损，其中超过2500套程度严重。堂区各地供电基本中断，另有2人受伤，还有1人在飓风过后丧生。堂区内的多所学校一共受到价值160万美元（2002年美元）的破坏。

### 密西西比州
丽丽的外围雨带在密西西比州产生热带风暴强度大风和可观降水。帕斯卡古拉测得时速66公里的阵风，珀尔里弗县皮卡尤恩的降雨量达到105毫米。州内还有多地停电，但程度较轻，绝大部分发生在南部地区。洪水一共对密西西比州的道路和建筑构成价值3000万美元（2002年美元）的破坏，该州没有人员因这场风暴遇难。

### 美国其它地区
飓风丽丽的残留还在继续产生暴雨，其中以阿肯色州降雨量最高，达100毫米，风暴最终在该州同田纳西州边界附近逐渐消散，各地没有出现重大灾情。美国各州一共因飓风丽丽蒙受了8亿2000万美元损失。

## 善后

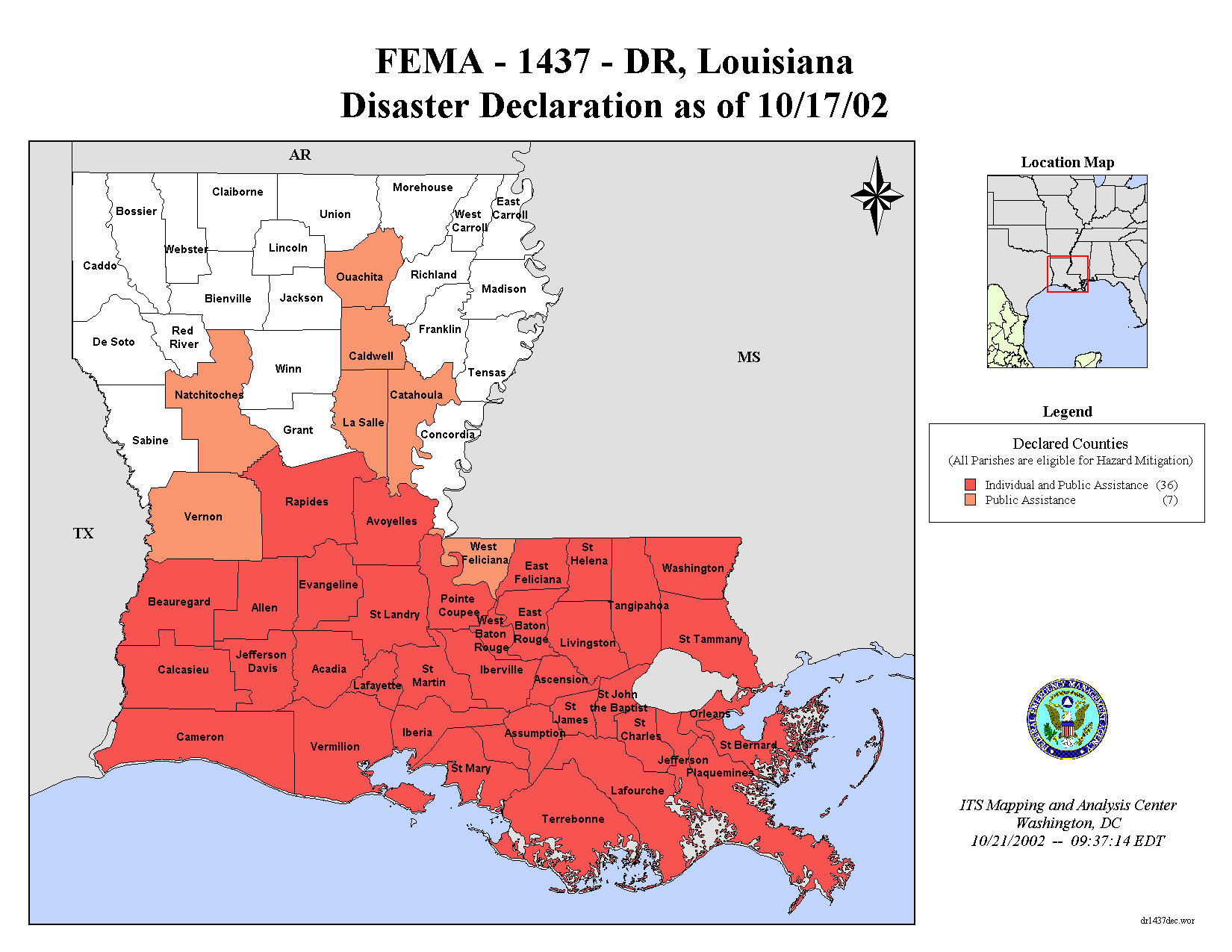
路易斯安那州多个堂区因飓风丽丽影响成为灾区（红色和橙色部分）

风暴过去后，美国总统乔治·沃克·布什宣布路易斯安那州为联邦灾区，以便该州获得联邦援助。联邦紧急事务管理局在密西西比州和路易斯安那州共计设立3个网点，接收灾区民众的援助申请，到截止日期时一共收到15万3000份申请。路易斯安那州最终一共获得3亿1100万美元援助金。
来自8个州的上千名电力公司职工赶赴受灾最严重的地区协助恢复供电。有7个州向受灾的州赠送修枝剪，以便灾区尽快清除道路和输电线缆上的各种垃圾，加速救灾进程。联邦紧急事务管理局向路易斯安那州的主要供电公司提供860万美元赠款，用于补偿该州电网所受破坏的75%。该公司一共花了4周时间才恢复所有用户的电力供应。
飓风丽丽对路易斯安那州近海的湿地和屏障岛构成重大环境破坏。登陆点附近湿地中有大量鱼类死亡，附近的阿查法拉亚沼泽也有类似情况。登陆点以东多个屏障岛遭受的风暴潮最为猛烈，由此导致严重侵蚀。大量沙子在盐水湿地沉积，将植被掩埋。淡水湿地因大风和风暴潮受到严重破坏，有些更被彻底摧毁。严重的侵蚀导致墨西哥湾同陆地上的水体间形成新水道相连，由此又令陆地上的泻湖受到进一步侵蚀。

### 退役
由于这场风暴在加勒比地区造成大量人员伤亡和重大财产损失，世界气象组织于2003年春将其名称“丽丽”退役，今后永远都不会再在北大西洋热带气旋命名时采用。用来取代的新名称是“劳拉”（Laura），于2008年首度启用。此外，世界气象组织还曾考虑用“露西”（Lucy）或“利西特”（Lisette）来取代“丽丽”。